# Championnat de Biélorussie de football
Le championnat de Biélorussie de football, aussi appelé Vycheïchaïa Liha (biélorusse : Вышэйшая ліга, Ligue supérieure), est une compétition de football constituant la plus haute division du football biélorusse. Il est organisé par la fédération biélorusse de football et se compose de seize équipes.
La première édition du championnat biélorusse est lancée en avril 1992, soit environ huit mois après le retrait de la Biélorussie de l'Union soviétique en août 1991.
Lors de sa première édition, le championnat suit un calendrier « printemps-automne » sur une seule année hérité de l'ancien championnat soviétique avant de passer à un calendrier « automne-printemps » sur deux ans, similaire à la plupart des championnats d'Europe de l'Ouest à partir de la saison 1992-1993. Après trois saisons, le calendrier repasse à nouveau à un format sur une seule année à partir de la saison 1995, n'ayant plus changé depuis.
Le club le plus titré de la compétition est le BATE Borisov avec quinze titres acquis depuis la saison 1999. Le deuxième club le plus titré est le Dinamo Minsk qui a remporté le championnat à neuf  reprises.

## Histoire
La première édition du championnat biélorusse prend place en 1992, la saison démarrant à la mi-avril pour se terminer deux mois plus tard à la mi-juin. Parmi les seize participants au championnat, le Dinamo Minsk, vainqueur de cette première édition, est la seule équipe issue de l'ancien championnat soviétique de première division, tandis que cinq autres sont issues des autres divisions professionnelles soviétiques. Les dix dernières viennent quant à elle du championnat de l'ancienne RSS biélorusse.
Peu après les débuts de la compétition, l'organisation décide rapidement de passer d'un calendrier « printemps-automne » sur une année à un format « automne-printemps » à cheval sur deux années civiles similaire à la plupart des championnats d'Europe de l'Ouest. Mis en place lors de la saison 1992-1993, ce format est finalement abandonné à l'issue de la saison 1994-1995 pour revenir à un calendrier sur une seule année civile.
Le nombre d'équipes participantes varie à plusieurs reprises, notamment durant les années 2000 qui voit le nombre de participants osciller régulièrement entre quatorze et seize clubs engagés, descendant même jusqu'à douze entre les saisons 2010 et 2014. Le nombre de participants repasse à seize à partir de la saison 2016.
À ses débuts, le championnat est principalement dominé par le Dinamo Minsk, qui remporte six des sept premières éditions entre 1992 et 1997, le MPKC Mazyr remportant le championnat restant en 1996. Les champions se diversifient par la suite avec sept vainqueurs différents entre les éditions 1998 et 2005. Cette diversité prend cependant fin avec la montée en puissance du BATE Borisov qui remporte treize titres d'affilée entre 2006 et 2018. Ce dernier devient par ailleurs la première équipe biélorusse à atteindre la phase de groupes de la Ligue des champions en 2008, puis de la Ligue Europa l'année suivante. La série du BATE prend finalement fin en 2019 avec la victoire du Dinamo Brest.
La compétition connaît son premier sponsor-titre lors de l'édition 2012 avec le partenariat de la société russe Alfa-Bank. Celle-ci est remplacée par Belarusbank à partir de la saison 2013.

## Format de la compétition

### Règles de classement
Les seize équipes s'affrontent chacune à deux reprises, à domicile et à l'extérieur, pour un total de trente rencontres. La victoire rapporte trois points (deux entre 1992 et 1995) tandis qu'un match nul en donne un seul et une défaite aucun.
Si deux équipes possèdent le même nombre de points, elles sont départagées d'abord par rapport aux confrontations directes : points, différence de buts, et enfin buts inscrits à l'extérieur. Les critères s'appliquant sont ensuite la différence de buts générale, le nombre de matchs gagnés puis le nombre de buts marqués. Si l'égalité persiste, un tirage au sort est effectué pour départager les équipes concernées.
À l'issue d'une saison de championnat, les deux derniers clubs au classement sont directement relégués en deuxième division et sont remplacés par les deux premiers de ce même championnat.

### Calendrier
Le championnat suit dans un premier temps brièvement un calendrier de type estival, hérité de l'ancien championnat soviétique, lors de sa première édition en 1992, qui prend place entre la mi-avril et la mi-juin de cette année-là. Les organisateurs passent rapidement à un format hivernal, similaire à la plupart des championnats d'Europe de l'Ouest, à partir de la saison 1992-1993 jusqu'en 1995 qui voit la compétition repasser à un calendrier estival, format qui n'a plus changé depuis. La compétition débute habituellement au mois d'avril pour se conclure au mois de novembre.

### Qualifications européennes
Du fait du calendrier sur une année se terminant au mois de novembre, les qualifications européennes acquises à l'issue de la saison ne sont qualificatives que pour les compétitions européennes de la saison suivante qui démarrent entre juillet et septembre. De plus, la répartition des places qualificatives pour la saison en cours n'est établi qu'au mois de mai, soit deux mois après le début du championnat.
Depuis la saison 2017, le championnat biélorusse se voit attribuer une place qualificative pour le deuxième tour de qualification de la Ligue des champions. Une place pour le deuxième tour de qualification de la Ligue Europa est quant à elle attribuée au vainqueur de la Coupe de Biélorussie tandis que deux places pour le premier tour de qualification sont attribuées au deuxième et au troisième. La place du vainqueur de la Coupe peut être réattribuée au championnat si celui-ci s'est déjà qualifié pour une compétition européenne d'une autre manière.

## Clubs participants pour la saison 2024
Légende des couleurs
- Premier tour de qualification de la Ligue des champions 2024-2025
- Deuxième tour de qualification de la Ligue Europa Conférence 2024-2025
- Premier tour de qualification de la Ligue Europa Conférence 2024-2025
- Promu de Perchaïa Liha 2023

| Club                  | Classement 2022 | Stade                                    | Capacité théorique |
| --------------------- | --------------- | ---------------------------------------- | ------------------ |
| FK Dinamo Minsk       | 1er             | Stade Dinamo                             | 22 234             |
| FK Nioman Hrodna      | 2e              | Stade Nioman (en)                        | 8 500              |
| Torpedo Jodzina       | 3e              | Stade Torpedo                            | 6 524              |
| FK Isloch Minsk Raion | 4e              | Stade FC Minsk (en)                      | 3 000              |
| FK BATE Borisov       | 5e              | Borisov Arena                            | 13 126             |
| FK Homiel             | 6e              | Stade central                            | 14 307             |
| FK Slavia Mazyr       | 7e              | Stade Yunost (Mazyr) (en)                | 5 133              |
| FK Sloutsk            | 8e              | City Stadium (en)                        | 1 896              |
| FK Minsk              | 9e              | Stade FC Minsk (en)                      | 3 000              |
| FK Dinamo Brest       | 10e             | Complexe régional de Brestsky (en)       | 10 060             |
| FK Smarhon            | 11e             | Stade Yunost (Smarhon) (en)              | 3 500              |
| Naftan Novopolotsk    | 12e             | Stade Atlant (en)                        | 4 520              |
| Chakhtior Salihorsk   | 13e             | Stade Stroïtel (en)                      | 4 200              |
| FK Arsenal Dziarjynsk | 1er (D2)        | City Stadium, Dziarjynsk                 | 1 000              |
| FK Dniepr Mahiliow    | 2e (D2)         | Stade Spartak (en)                       | 7 350              |
| FK Vitebsk            | 3e (D2)         | Complexe sportif central de Vitebsk (en) | 7 350              |

## Palmarès

### Période soviétique (1934-1991)
- 1934 : BVO Minsk
- 1935 : BVO Minsk
- 1936 : BVO Minsk
- 1937 : Dinamo Minsk
- 1938 : Dinamo Minsk
- 1939 : Dinamo Minsk
- 1940 : DKA Minsk
- 1941-1944 : Non disputé
- 1945 : Dinamo Minsk
- 1946 : ODO Minsk
- 1947 : Torpedo Minsk
- 1948 : Traktor Minsk
- 1949 : Traktor Minsk
- 1950 : ODO Minsk
- 1951 : Dinamo Minsk
- 1952 : ODO Minsk
- 1953 : Spartak Minsk
- 1954 : ODO Pinsk
- 1955 : FSM Minsk
- 1956 : Spartak Minsk
- 1957 : Sputnik Minsk
- 1958 : Spartak Babrouïsk
- 1959 : Minsk (équipe municipale)
- 1960 : Spoutnik Minsk
- 1961 : Volna Pinsk
- 1962 : Torpedo Minsk
- 1963 : Spartak Maladetchna
- 1964 : SKA Minsk
- 1965 : SKA Minsk
- 1966 : Torpedo Minsk
- 1967 : Torpedo Minsk
- 1968 : Spoutnik Minsk
- 1969 : Torpedo Minsk
- 1970 : Torpedo Jodzina
- 1971 : Torpedo Jodzina
- 1972 : Stroïtel Babrouïsk
- 1973 : Stroïtel Babrouïsk
- 1974 : BATE Borisov
- 1975 : Dinamo-2 Minsk
- 1976 : BATE Borisov
- 1977 : Spoutnik Minsk
- 1978 : Chinnik Babrouïsk
- 1979 : BATE Borisov
- 1980 : Torpedo Jodzina
- 1981 : Torpedo Jodzina
- 1982 : Torpedo Mahiliow
- 1983 : Obouvchtchik Lida
- 1984 : Orbita Minsk
- 1985 : Obouvchtchik Lida
- 1986 : Obouvchtchik Lida
- 1987 : Belchina Babrouïsk
- 1988 : Spoutnik Minsk
- 1989 : Obouvchtchik Lida
- 1990 : Spoutnik Minsk
- 1991 : Metallourg Maladetchna

### Depuis l'indépendance (depuis 1992)

#### Bilan par édition
| Saison    | Clubs | Champion                 | Vice-champion       | Meilleur(s) buteur(s)                                                              |
| --------- | ----- | ------------------------ | ------------------- | ---------------------------------------------------------------------------------- |
| 1992      | 16    | Dinamo Minsk             | Dnepr Mahiliow      | Andrey Skorobogatko (Dnepr Mahiliow, 11 buts)                                      |
| 1992-1993 | 17    | Dinamo Minsk (2)         | KIM Vitebsk         | Sergey Baranovsky (Dinamo Minsk, 19 buts)                                          |
| 1993-1994 | 16    | Dinamo Minsk (3)         | Dinamo-93 Minsk     | Pyotr Kachuro (Dinamo-93 Minsk / Dinamo Minsk, 21 buts)                            |
| 1994-1995 | 16    | Dinamo Minsk (4)         | Dvina Vitebsk       | Pavel Stavrov (Dinamo-93 Minsk, 19 buts)                                           |
| 1995      | 16    | Dinamo Minsk (5)         | MPKC Mazyr          | Sergey Yaromko (MPKC Mazyr, 16 buts)                                               |
| 1996      | 16    | MPKC Mazyr               | Dinamo Minsk        | Andrey Khlebosolov (Belchina Babrouïsk, 34 buts)                                   |
| 1997      | 16    | Dinamo Minsk (6)         | Belchina Babrouïsk  | Andrey Khlebosolov (Belchina Babrouïsk, 19 buts)                                   |
| 1998      | 16    | Dnepr-Transmach Mahiliow | BATE Borisov        | Sergey Yaromko (Torpedo Minsk, 19 buts)                                            |
| 1999      | 16    | BATE Borisov             | Slavia Mazyr        | Valery Strypeykis (Slavia Mazyr, 21 buts)                                          |
| 2000      | 16    | Slavia Mazyr (2)         | BATE Borisov        | Raman Vasilyuk (Slavia Mazyr, 31 buts)                                             |
| 2001      | 14    | Belchina Babrouïsk       | Dinamo Minsk        | Sergueï Davydov (Nioman-Belcard Hrodna, 25 buts)                                   |
| 2002      | 14    | BATE Borisov (2)         | Nioman Hrodna       | Valery Strypeykis (Belchina Babrouïsk, 18 buts)                                    |
| 2003      | 16    | FK Homiel                | BATE Borisov        | Gennadi Bliznyuk (FK Homiel, 18 buts) Sergueï Kornilenko (Dinamo Minsk, 18 buts)   |
| 2004      | 16    | Dinamo Minsk (7)         | BATE Borisov        | Valery Strypeykis (Naftan Novopolotsk, 18 buts)                                    |
| 2005      | 14    | Chakhtior Salihorsk      | Dinamo Minsk        | Valery Strypeykis (Naftan Novopolotsk, 16 buts)                                    |
| 2006      | 14    | BATE Borisov (3)         | Dinamo Minsk        | Alyaksandr Klimenka (Chakhtior Salihorsk, 17 buts)                                 |
| 2007      | 14    | BATE Borisov (4)         | FK Homiel           | Raman Vasilyuk (FK Homiel, 24 buts)                                                |
| 2008      | 16    | BATE Borisov (5)         | Dinamo Minsk        | Gennadi Bliznyuk (BATE Borisov, 16 buts) Vitali Rodionov (BATE Borisov, 16 buts)   |
| 2009      | 14    | BATE Borisov (6)         | Dinamo Minsk        | Maycon (FK Homiel, 15 buts)                                                        |
| 2010      | 12    | BATE Borisov (7)         | Chakhtior Salihorsk | Renan Bressan (BATE Borisov, 15 buts)                                              |
| 2011      | 12    | BATE Borisov (8)         | Chakhtior Salihorsk | Renan Bressan (BATE Borisov, 13 buts)                                              |
| 2012      | 11    | BATE Borisov (9)         | Chakhtior Salihorsk | Dzmitry Asipenka (Chakhtior Salihorsk, 14 buts)                                    |
| 2013      | 12    | BATE Borisov (10)        | Chakhtior Salihorsk | Vitali Rodionov (BATE Borisov, 14 buts)                                            |
| 2014      | 12    | BATE Borisov (11)        | Dinamo Minsk        | Mikalay Yanush (Chakhtior Salihorsk, 15 buts)                                      |
| 2015      | 14    | BATE Borisov (12)        | Dinamo Minsk        | Mikalay Yanush (Chakhtior Salihorsk, 15 buts)                                      |
| 2016      | 16    | BATE Borisov (13)        | Chakhtior Salihorsk | Mikhail Gordeychuk (BATE Borisov, 15 buts) Vitali Rodionov (BATE Borisov, 15 buts) |
| 2017      | 16    | BATE Borisov (14)        | Dinamo Minsk        | Mikhail Gordeychuk (BATE Borisov, 18 buts)                                         |
| 2018      | 16    | BATE Borisov (15)        | Chakhtior Salihorsk | Pavel Savitski (Dinamo Brest, 15 buts)                                             |
| 2019      | 16    | Dinamo Brest             | BATE Borisov        | Ilia Chkourine (Energetik-BDU Minsk, 19 buts)                                      |
| 2020      | 16    | Chakhtior Salihorsk (2)  | BATE Borisov        | Maksim Skavych (BATE Borisov, 19 buts)                                             |
| 2021      | 16    | Chakhtior Salihorsk (3)  | BATE Borisov        | Dembo Darboe (Chakhtior Salihorsk, 19 buts)                                        |
| 2022      | 16    | Non attribué             | Non attribué        | Bobur Abdikholikov (en) (Energetik-BDU Minsk, 26 buts)                             |
| 2023      | 15    | Dinamo Minsk (8)         | Nioman Hrodna       | Vladislav Morozov (en) (Dinamo Minsk, 16 buts)                                     |
| 2024      | 16    | Dinamo Minsk (9)         | Nioman Hrodna       | Junior Effaghe (it) (FK Homiel, 17 buts)                                           |

#### Bilan par club
| Club                | Champion | Vice-champion | Édition(s) remportée(s)                                                                  |
| ------------------- | -------- | ------------- | ---------------------------------------------------------------------------------------- |
| BATE Borisov        | 15       | 7             | 1999, 2002, 2006, 2007, 2008, 2009, 2010, 2011, 2012, 2013, 2014, 2015, 2016, 2017, 2018 |
| Dinamo Minsk        | 9        | 9             | 1992, 1993, 1994, 1995, 1995, 1997, 2004, 2023, 2024                                     |
| Chakhtior Salihorsk | 3        | 6             | 2005, 2020, 2021                                                                         |
| Slavia Mazyr        | 2        | 2             | 1996, 2000                                                                               |
| Dnepr Mahiliow      | 1        | 1             | 1998                                                                                     |
| Belchina Babrouïsk  | 1        | 1             | 2001                                                                                     |
| FK Homiel           | 1        | 1             | 2003                                                                                     |
| Dinamo Brest        | 1        | -             | 2019                                                                                     |
| Nioman Hrodna       | -        | 3             |                                                                                          |
| FK Vitebsk          | -        | 2             |                                                                                          |
| Dinamo-93 Minsk     | -        | 1             |                                                                                          |

## Compétitions européennes

### Classement du championnat
Le tableau ci-dessous récapitule le classement de la Biélorussie au coefficient UEFA depuis 1994. Ce coefficient par nation est utilisé pour attribuer à chaque pays un nombre de places pour les compétitions européennes ainsi que les tours auxquels les clubs doivent entrer dans la compétition.
| 1994 | 1995 | 1996 | 1997 | 1998 | 1999 | 2000 | 2001 | 2002 | 2003 | 2004 | 2005 | 2006 | 2007 | 2008 | 2009 | 2010 | 2011 | 2012 | 2013 | 2014 | 2015 | 2016 | 2017 | 2018 | 2019 | 2020 | 2021 | 2022 | 2023 | 2024 | 2025 |
| ---- | ---- | ---- | ---- | ---- | ---- | ---- | ---- | ---- | ---- | ---- | ---- | ---- | ---- | ---- | ---- | ---- | ---- | ---- | ---- | ---- | ---- | ---- | ---- | ---- | ---- | ---- | ---- | ---- | ---- | ---- | ---- |
| 39   | 36   | 33   | 31   | 29   | 29   | 33   | 34   | 35   | 38   | 37   | 39   | 39   | 40   | 40   | 33   | 28   | 23   | 23   | 20   | 22   | 21   | 20   | 19   | 27   | 21   | 25   | 29   | 32   | 40   | 49   | 52   |

Le tableau suivant affiche le coefficient actuel du championnat biélorusse.
| Rang | Pays              | 2020-2021 | 2021-2022 | 2022-2023 | 2023-2024 | 2024-2025 | Coefficient |
| ---- | ----------------- | --------- | --------- | --------- | --------- | --------- | ----------- |
| 50   | Géorgie           | 1,750     | 1,250     | 1,125     | 1,250     | 1,250     | 6,625       |
| 51   | Macédoine du Nord | 1,750     | 0,625     | 1,625     | 1,500     | 0,666     | 6,166       |
| 52   | Biélorussie       | 1,500     | 0,250     | 0,625     | 1,750     | 1,875     | 6,000       |
| 53   | Andorre           | 1,500     | 0,666     | 0,833     | 1,666     | 1,000     | 5,498       |
| 54   | Gibraltar         | 1,666     | 1,250     | 0,875     | 0,166     | 1,500     | 5,457       |

### Coefficient UEFA des clubs biélorusses
Le parcours des clubs biélorusses dans les compétitions européennes permet de déterminer leur coefficient UEFA, notamment utilisé dans le cadre des tirages au sort pour les compétitions européennes. Ce classement est établi sur les résultats des clubs entre les saisons 2019-2020 et 2023-2024. Le club biélorusse le mieux classé est le BATE Borisov en 151e position.
| Rang | Club                | 2020-2021 | 2021-2022 | 2022-2023 | 2023-2024 | 2024-2025 | Coefficient |
| ---- | ------------------- | --------- | --------- | --------- | --------- | --------- | ----------- |
| 222  | BATE Borisov        | 1,500     | 1,500     | 1,500     | 2,500     | -         | 7,000       |
| 249  | Dinamo Minsk        | 1,000     | -         | 1,500     | 1,000     | 2,500     | 6,000       |
| 314  | Chakhtior Salihorsk | 1,000     | 1,500     | 2,000     | -         | -         | 4,500       |
| 325  | Torpedo Jodzina     | -         | 1,500     | -         | 1,500     | 1,000     | 4,000       |
| 330  | Dinamo Brest        | 2,500     | 1,500     | -         | -         | -         | 4,000       |
| 341  | Nioman Hrodna       | -         | -         | -         | 2,000     | 1,500     | 3,500       |
| 410  | FK Homiel           | -         | -         | 1,500     | -         | -         | 1,500       |